# Трећи свет
Трећи свет је појам који се односи на све земље које су економски неразвијене, али су у развоју. Потиче из времена Хладног рата, када су ове земље формирале покрет несврстаних (првим и другим светом су се сматрали САД, СССР и њихови савезници). Окончањем Хладног рата и падом социјализма, појам је проширен на све земље у развоју.